# Röddenau
Röddenau is een plaats in de Duitse gemeente Frankenberg (Eder), deelstaat Hessen, en telt 540 inwoners (2007).